# PCV (téléphonie)
Pour les articles homonymes, voir PCV.
Un appel en PCV (pour « à PerCeVoir »), ou au Québec, appel à frais virés, est un appel téléphonique dans lequel l'appelant souhaite passer un appel aux frais de l'appelé. Le correspondant peut accepter ou refuser la communication.
Dans le passé, les appels en PCV étaient relayés par un opérateur. Puis avec l'introduction d'équipements téléphoniques automatisés, il fut possible de passer de tels appels sans avoir à recourir à un standardiste.
Plusieurs entreprises offraient des appels en PCV, en concurrence avec les fournisseurs de services locaux.
Les appels en PCV étaient possibles depuis presque tous les téléphones publics à travers le monde en suivant les instructions affichées sur le téléphone ou à proximité.
La popularité des appels en PCV ne cessa de décliner avec l’avènement des cartes téléphoniques, des téléphones cellulaires, et des équipements VoIP qui permettent des appels gratuits ou à prix réduit au niveau local et international.
Alors que la fête des Mères est la journée qui suscite le plus grand nombre d'appels téléphoniques interurbains, la fête des Pères est la journée qui engendrait le plus grand nombre d'appels en PCV,,,.

## En France
PCV est l'abréviation de « à percevoir », ou encore par rétroacronymie « paiement contre vérification ». Dans le jargon populaire commun, on disait : payé chez vous. 
Le service d’appel en PCV a disparu au profit des cartes téléphoniques. Il était victime de sa mauvaise image, synonyme d'abus par l'appelant de la bonne volonté de l'appelé.
Mais France Télécom, l'opérateur historique français, propriétaire de la boucle locale de la quasi-intégralité des lignes fixes en France, a été autorisé à expérimenter en Aquitaine un nouveau service, « l’appel offert. ». L’« appel offert » ressemblait à l’appel en PCV. L’expérimentation de l’« appel offert » s'est faite en Aquitaine du 11 juin 2001 au 31 décembre 2001. Elle impliquait alors une surtaxe par appel s'ajoutant au prix de la communication.
Puis ce service a été à nouveau disponible dans toute la France [quand ?] sous le nom de « PCV France » et figurait dans l'arsenal des services modernes de France Télécom. Ce service n'était disponible qu’à partir d’une ligne fixe ou d’un téléphone public, en composant un numéro court, le 3006. Il était possible de restreindre les appels aux personnes détentrices d'un code choisi par l'appelé.
La tarification était la suivante : 
- les prix d’accès et d’abonnement au service était gratuits. La surtaxe par appel, un temps envisagée notamment lors de l'expérimentation de l'« appel offert », a été supprimée ;
- les communications étaient facturées selon les prix en vigueur au catalogue des prix de l’opérateur historique et en fonction des options tarifaires souscrites par l’appelé ;
- pour ce qui est d'un appel depuis un téléphone public, le tarif était de 0,251 € HT soit 0,30 € TTC par minute (première minute indivisible), à la charge de l'appelé[8].

L'opérateur tablait donc sur le fait que ce service faisait augmenter de manière générale le nombre d'appels facturés à l'échelle du pays, cela constituait en soi une source de revenus pour celui-ci. De plus ces appels ne pouvaient être facturés que par France Télécom, quels que soient les opérateurs présélectionnés par l'appelé. L'appelant étant lui obligé d'appeler par le réseau France Télécom (téléphones publics compris) pour que le service fonctionne. Le régulateur Arcep (ex-ART) a cependant indiqué que France Télécom étudiait la possibilité d’ouvrir cette offre aux opérateurs tiers en permettant la présélection du transporteur.
Ce service « PCV France » a cessé le 1er août 2014.

### Depuis l'étranger vers la France
Le service est toujours resté actif. Il est géré par le service France Direct d'Orange et France Télécom. Le numéro d'appel est variable suivant le pays).

## Canada et États-Unis
Il est généralement possible de passer un appel en PCV depuis un téléphone fixe en composant le 0, puis en suivant les invites automatiques ou en faisant appel à un opérateur. Le destinataire doit accepter les frais (généralement après avoir été informé du nom de l'appelant) avant que l'appel puisse continuer normalement. En général, les clients peuvent configurer leur compte de téléphone fixe ou mobile pour bloquer les tentatives d’appel en PCV. Étant donné que le nom de l'appelant est donné avant que les charges ne soient acceptées, il est possible de communiquer gratuitement un simple message en donnant un nom convenu ou en utilisant simplement l'appel pour synchroniser une action (par exemple, en indiquant qu'il est temps de se rencontrer). Ceci est toutefois considéré comme une fraude interurbaine et peut faire l’objet de poursuites, bien que dans la plupart des cas, il est peu probable que la personne soit poursuivie.
En 1993 aux États-Unis, MCI Communications a lancé le service 1-800-COLLECT pour concurrencer le service PCV d'AT&T. Aujourd'hui, AT&T n’exploite plus de service PCV. Verizon a mis fin à son service PCV en 2016.

### Services semblables
Dès les années 1930, les compagnies de téléphone américaines et canadiennes offraient le service Zénith qui permettait à un appelant de faire un appel interurbain aux frais de l'appelé en passant par un téléphoniste, mais sans que l'appelé ait à accepter l'appel. En 1967, ces compagnies ont commencé à offrir un service automatisé de numéro sans frais qui permettait de compléter un appel interurbain aux frais de l'appelé sans l'intermédiaire d'un téléphoniste et sans acceptation de l'appel par l'appelé.